# Carlos Arturo Mullín Nocetti
Carlos Arturo Mullín Nocetti SJ (* 8. Juli 1914 in Montevideo, Uruguay; † 17. März 1985 in Minas, Departamento Lavalleja) war Bischof von Minas.

## Leben
Carlos Arturo Mullín Nocetti besuchte das Colegio Sagrado Corazón de Jesús. 1931 trat Mullín Nocetti der Ordensgemeinschaft der Jesuiten bei und studierte in San Miguel, Argentinien Philosophie und Katholische Theologie. In beiden Fächern erwarb er das Lizenziat. Er empfing am 21. Dezember 1946 im Colegio Máximo de San Miguel das Sakrament der Priesterweihe. Anschließend lehrte er Philosophie am Colegio Máximo de San Miguel.
Am 1. März 1972 ernannte ihn Papst Paul VI. zum Titularbischof von Birtha und bestellte ihn zum Weihbischof in Minas. Der Apostolische Nuntius in Uruguay, Erzbischof Augustin-Joseph Sépinski OFM, spendete ihm am 13. Mai desselben Jahres die Bischofsweihe; Mitkonsekratoren waren der Bischof von Melo, Roberto Reinaldo Cáceres González, und der Bischof von Minas, Edmondo Quaglia Martínez.
Am 3. November 1977 ernannte ihn Paul VI. zum Bischof von Minas.